# Seaside (Kalifornien)
Seaside (früher East Monterey) ist eine US-amerikanische Stadt im Monterey County im US-Bundesstaat Kalifornien.
Das Stadtgebiet hat eine Größe von 23,2 km².
In der Stadt befinden sich die California State University, Monterey Bay und das Monterey College of Law. Es gibt noch die Bayonet und Black Horse Golfplätze, die Gastgeber von PGA-Tour-Veranstaltungen sind.

## Demografie
Nach der Volkszählung 2010 hatte Seaside eine Bevölkerung von 33025. Die Bevölkerungsdichte war 1360,0/km². 15978 Personen (48,4 %) waren Weiße, 2783 (8,4 %) waren Schwarze, 347 (1,1 %) waren Indianer, 3206 (9,7 %) waren Asiaten, 529 (1,6 %) waren Einwohner pazifischer Inseln. 14347 Menschen waren ohne Berücksichtigung ihrer Race hispanisch.
Nach der Volkszählung 2010 lebten 31898 Menschen (96,6 % der Bevölkerung) in Privathaushalten und niemand in institutionellen Haushalten.
Es gab 10093 Haushalte, in 4408 davon lebten Kinder unter 18. 5232 (51,8 %) Haushalte waren verheiratete Ehepaare, 1433 (14,2 %) hatten ein weibliches Haushaltsmitglied ohne einen Mann, 708 (7 %) hatten ein männliches Haushaltsmitglied ohne eine Frau. Es gab 727 (7,2 %) verschiedengeschlechtliche nichteheliche Partnerschaften. 1927 Haushalte (19,1 %) waren Einpersonenhaushalte, 697 (6,9 %) waren Einpersonenhaushalte mit einer mehr als 65 Jahre alten Person. Die Durchschnittsgröße der Haushalte war 3,16. Es gab 7373 Familien (73,1 % der Haushalte).
8923 (27 %) Menschen waren jünger als 18 Jahre alt, 4428 waren zwischen 18 und 24, 10154 (30,7 %) waren zwischen 25 und 44, 6675 (20,2 %) waren zwischen 45 und 64 und 2845 (8,6 %) waren 65 oder älter. Der Altersmedian lag bei 30,6 Jahren. Auf 100 weibliche Einwohner kamen 100,5 männliche.
Das U.S. Census Bureau hat bei der Volkszählung 2020 eine Einwohnerzahl von 32.366 ermittelt. 